# Deep Blue
Pour les articles homonymes, voir Deep Blue (homonymie).

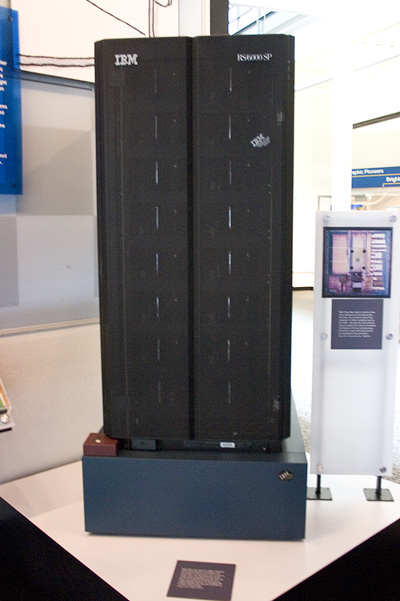
Un ordinateur IBM similaire à Deep Blue lors de son match de 1997, exposé au Musée de l'histoire de l'ordinateur de Mountain View en Californie.

Deep Blue est un superordinateur spécialisé dans le jeu d'échecs par adjonction de circuits spécifiques, développé par IBM au début des années 1990.
Il affronta une première fois en 1996 le champion du monde d'échecs de l'époque, Garry Kasparov, et perdit 2-4. Puis, surnommé alors Deeper Blue, il le bat 3,5–2,5 lors du match revanche en 1997, mais hors des conditions exigées lors des championnats du monde.

## Historique
Deep Blue est l'aboutissement du projet ChipTest, lancé par les étudiants Feng-hsiung Hsu, Murray Campbell et Thomas Anantharaman au laboratoire de l'université Carnegie-Mellon en 1985. ChipTest a gagné le tournoi d'échecs informatique nord-américain en 1988.
Feng-hsiung Hsu et son équipe ont suivi avec un successeur, Deep Thought, en 1988, « Deep Thought » (Pensée profonde) était une référence au livre Le Guide du voyageur galactique de Douglas Adams.
Après l'obtention de leurs doctorats en 1989, Hsu et Campbell ont rejoint IBM Research (centre de recherche d'IBM) pour continuer leur projet de construire une machine qui pourrait battre le champion du monde d'échec.
Thomas Anantharaman les a brièvement rejoints chez IBM avant de partir dans la finance et dans l'industrie et d'être remplacé par le programmeur Arthur Joseph Hoane. Jerry Brody, un employé de longue date d'IBM Research, a ensuite rejoint l'équipe en 1990.
Après les deux parties perdantes de Deep Thought contre Kasparov, IBM a organisé un concours pour renommer l'ordinateur : le nom retenu fut « Deep Blue » (Bleu profond), proposé par Peter Fitzhugh Brown, car l'entreprise IBM est familièrement appelée « Big Blue ».
Après qu'une version simplifiée de Deep Blue a joué une partie contre le grand maître Joel Benjamin, Hsu et Compbell ont décidé que Benjamin était l'expert dont ils avaient besoin pour développer le livre d'ouvertures de Deep Blue. Ils l'ont donc engagé pour aider lors des préparatifs des matchs de Deep Blue contre Garry Kasparov.
En 1995, un prototype de Deep Blue a participé au huitième championnat du monde des micro-ordinateurs, faisant match nul contre Wchess avant de perdre finalement contre Fritz au cinquième tour, bien qu'il jouât avec les blancs.

## Caractéristiques techniques

### Matériel
Deep Blue est un superordinateur d'architecture massivement parallèle fondé sur une technologie de type RS/6000 à 32 cœurs, avec 480 circuits spécialisés (intégrés à très grande échelle) VLSI, capable d'évaluer 200 millions de positions par seconde pour un traitement parallèle d'algorithme d'élagage alpha-bêta utilisé en intelligence artificielle symbolique,. Avec une puissance de 11,4 GFlop/s, il était classé 259e dans la liste TOP500 des superordinateurs les plus puissants en juin 1997.

### Logiciel
Le programme de jeu d'échecs a été écrit en langage C et exécuté sur un système d'exploitation AIX. La fonction d'évaluation de Deep Blue a été initialement développée sous une forme généralisée de paramètres à déterminer (ex. : importance de la sécurité du roi par rapport à l'avantage de sa position au centre). Les valeurs de ceux-ci étaient issus de l'analyse de milliers de parties de maîtres.